# Anne Frank: The Whole Story
Anne Frank: The Whole Story is een Amerikaanse film uit 2001 over Anne Frank onder regie van Robert Dornhelm.

## Verhaal
Wanneer de oorlog uitbreekt, is Anne Frank gedwongen met haar familie onder te duiken. In een dagboek houdt ze bij hoe het leven in het achterhuis eraan toe gaat. Wanneer ze betrapt worden, wordt Anne samen met haar zus Margot overgebracht naar het Kamp Westerbork, waarna ze naar concentratiekamp Bergen-Belsen gaat. Hier moet ze proberen te overleven, ondanks haar gebrek aan voedsel en warme kleren. Het enige wat haar op de been houdt, is haar wil om te overleven.

## Rolverdeling
| Acteur               | Personage          |
| -------------------- | ------------------ |
| Hannah Taylor-Gordon | Anne Frank         |
| Ben Kingsley         | Otto Frank         |
| Jessica Manley       | Margot Frank       |
| Lili Taylor          | Miep Gies          |
| Tatjana Blacher      | Edith Frank        |
| Cees Geel            | Wilhelm van Maaren |